# Штангеева, Ирина Николаевна
Ири́на Никола́евна Штанге́ева (укр. Ірина Миколаївна Штангеєва; род. 8 февраля 1982) — украинская легкоатлетка, специалистка по бегу на короткие дистанции. Выступала на профессиональном уровне в 2001—2010 годах, чемпионка Всемирной Универсиады, чемпионка Украины, победительница и призёрка ряда крупных международных стартов.

## Биография
Ирина Штангеева родилась 8 февраля 1982 года. Занималась лёгкой атлетикой в Донецке, с 2001 года представляла Донецкую область в спринтерских дисциплинах на соревнованиях национального уровня.
В 2005 году в беге на 200 метров выиграла зимний чемпионат Украины в Сумах, тогда как в беге на 100 метров была лучшей на летнем чемпионате Украины в Киеве. В составе украинской сборной бежала эстафету 4×100 метров на Кубке Европы во Флоренции и на чемпионате мира в Хельсинки.
В 2006 году в эстафете 4×100 метров стала третьей на Кубке Европы в Малаге и четвёртой на чемпионате Европы в Гётеборге.
В 2007 году в дисциплине 60 метров выиграла зимний чемпионат Украины в Сумах, выступила на чемпионате Европы в помещении в Бирмингеме. На Кубке Европы в Мюнхене была третьей в дисциплине 200 метров. На летнем чемпионате Украины в Донецке победила на дистанциях 100 и 200 метров. Будучи студенткой, представляла страну на Всемирной Универсиаде в Бангкоке — превзошла всех соперниц в программе 200 метров, в то время как в эстафете 4×100 метров вместе с соотечественницами стала бронзовой призёркой. На чемпионате мира в Осаке остановилась на стадии четвертьфиналов дисциплины 200 метров, а в эстафете 4×100 метров на предварительном квалификационном этапе украинки сошли с дистанции.
На Кубке Европы 2008 года в Анси Штангеева была шестой в беге на 200 метров и четвёртой в эстафете 4×100 метров. В качестве запасной бегуньи присутствовала в украинской эстафетной команде на Олимпийских играх в Пекине, однако выйти здесь на старт ей не довелось.
В 2009 году на командном чемпионате Европы по лёгкой атлетике в Лейрии — бронзовая призёрка в зачёте эстафеты 4×100 метров.
В 2010 году на командном чемпионате Европы в Бергене — вторая в эстафете 4×100 метров.